# Les Phénomènes
Pour les articles homonymes, voir Phénomène (homonymie) et Freaks.
Pour plus de détails, voir Fiche technique et Distribution.
Les Phénomènes (Freaks: Du bist eine von uns) est un film allemand réalisé par Felix Binder, sorti en 2020.

## Synopsis
Wendy, employée d'un diner, découvre qu'elle a des super-pouvoirs.

## Fiche technique
- Titre : Les Phénomènes
- Titre original : Freaks: Du bist eine von uns
- Réalisation : Felix Binder
- Scénario : Marc O. Seng
- Photographie : Jana Lämmerer
- Montage : Sven Müller
- Production : Maren Lüthje et Florian Schneider
- Pays de production :  Allemagne
- Mangue originale : allemand
- Lenre : action, drame et science-fiction
- Durée : 92 minutes
- Dates de sortie : 
  - Monde : 2 septembre 2020 (sur Netflix)

## Distribution
- Cornelia Gröschel (VF : Élodie Menant) : Wendy
- Tim Oliver Schultz (VF : Julien Bouanich) : Elmar
- Wotan Wilke Möhring (VF : Tanguy Goasdoué) : Marek
- Nina Kunzendorf (VF : Ariane Deviègue) : Dr. Stern
- Frederic Linkemann (VF : Julien Chatelet) : Lars
- Finnlay Berger (VF : Cécile Gatto) : Karl
- Gisa Flake : Angela
- Ralph Herforth (VF : Charles Borg) : Gerhart
- Thelma Buabeng : Chantal
- Gesine Cukrowski : la mère de Wendy
- Charlotte Banholzer : Wendy jeune
- Marcel Nazarov : Malte

## Accueil
Elisa von Hof, pour Der Spiegel, décrit le film comme « une copie de X-Men avec de mauvais effets spéciaux ».